# Semele hanleyi
Semele hanleyi is een tweekleppigensoort uit de familie van de Semelidae. De wetenschappelijke naam van de soort is voor het eerst geldig gepubliceerd in 1879 door Angas.